# Lionel Salter
Pour les articles homonymes, voir Salter.
Lionel Salter (né le 8 septembre 1914 à Londres – mort le 1er mars 2000 dans la même ville) est un claveciniste classique britannique, pianiste, chef d'orchestre et critique musical.

## Biographie
Lionel Salter étudie d'abord sous la direction de Yorke Trotter et Stanley Chapple (1923–1931). Après un an passé au Royal College of Music (RCM), il se rend à Cambridge, où il étudie avec Edward Dent et Boris Ord (1932–1936) ; puis il reprend une année supplémentaire d'études au RCM. Il est élève de Constant Lambert pour la direction d'orchestre et de James Ching et Arthur Benjamin pour le piano et devient réputé comme interprète, particulièrement à la radio, travaillant aussi comme assistant en musique à la télévision de la BBC. Pendant la Seconde Guerre mondiale, il est chef d'orchestre de Radio France de 1943 à 1944, puis retourne à la BBC en 1945, devient chef d'orchestre assistant du BBC Theatre Orchestra et en 1948 superviseur musical du BBC European Service. Après avoir tenu plusieurs autres postes, en 1956 il est nommé à la tête de la musique à la télévision, où il fait beaucoup pour stimuler la présentation de l'opéra, du ballet et des concerts, influent à l'international comme en Grande-Bretagne dans l'établissement des techniques de programmes de musique. En 1963, il est à la tête de l'opéra (responsable pour le son et la télévision) et en 1967, assistant contrôleur de musique ainsi qu'éditeur (jusqu'en 1975) des BBC Music Guides. Il est retraité de la BBC en 1974 et de 1972 à 1976 il est coordinateur d'opéra et producteur pour l'European Broadcasting Union. 
En plus de son travail d'administration, Salter est actif comme claveciniste (il participe à diverses performances avec la Vienna Capella Academica et d'autres ensembles) et musicologue : son champ de connaissance est vaste, avec la musique ibérique et latino-américaine et la musique pour clavier représentant ses études particulières. Il contribue à des ouvrages collectifs (chapitres) et écrit régulièrement dans des périodiques (incluant, à partir de 1948, Gramophone), gagnant le respect pour ses vues claires et exprimées sans ambages, de même que l'ampleur de ses connaissances. Il est également actif comme chef d'orchestre (particulièrement pour des films et la télévision), maître de conférences, adjudicateur, diffuseur (radio et télévision), compositeur et arrangeur (notamment de musique pour des concerts radiophoniques). Salter effectue plus de cent transcriptions d'opéra et prépare des éditions performantes de plusieurs travaux baroques, parmi lesquels Erismena de Cavalli, Alceste de Lully ainsi que les sonates de divers compositeurs.

## Publications
- Going to a Concert (Londres, 1950, 2e éd. 1954) (OCLC 1425561)
- Going to the Opera (Londres, 1955, 2e éd. 1958) (OCLC 504574671)
- The Musician and his World (Londres, 1963) (OCLC 5129171)
- avec J. Bornoff : Music and the Twentieth-Century Media (Florence, 1972) (OCLC 642291475)
- The Gramophone Guide to Classical Composers and Recordings (Londres, 1978, 2e éd. 1984) (OCLC 463477076)
  - Lionel Salter (trad. de l'anglais par Paul Alexandre), Les grands compositeurs et leurs enregistrements [« Classical Composers and Recordings »], Paris, Fernand Nathan, 1981, 216 p. (ISBN 2-09-284684-1, OCLC 301313200, BNF 34692154).
- « The Concerto in France », dans A Companion to the Concerto, éd. R. Layton (Londres, 1988), p. 220–245 (OCLC 681395610)
- « Spain: a Nation in Turbulence », dans Man & Music: the Late Romantic Era from the Mid-Nineteenth Century to World War I, éd. J. Samson (Londres, 1991), p. 151–166 (OCLC 7323639659)
- « Barbieri, Francisco Asenjo », The New Grove Dictionary of Opera, Londres ; New York, Macmillan, 1997.